# Gottlieb Full
Friedrich Daniel Gottlieb Full (* 14. März 1880 in Würzburg; † nach 1946) war ein deutscher Reichsgerichtsrat und Kassationshofpräsident in München.

## Leben
Der katholische Unterfranke legte in Würzburg 1904 die erste Staatsprüfung („Note I“), die zweite 1907 („Note II“) ab. Von 1908 bis 1911 war er Rechtsanwalt in München. 1911 trat er in den bayrischen Staatsdienst als III. Staatsanwalt beim Landgericht Regensburg. Von 1911 bis 1912 war er Mitglied des liberalen Klubs in Regensburg. 1911 trat er in den Bayerischen Richterverein ein, dem er bis 1933 angehörte. Beim Amtsgericht München war er von Mitte April 1914 bis zum Neujahrstag 1920 tätig. 1920 wurde er zum II. Staatsanwalt beim Landgericht München I ernannt. 1927 wurde Full dort Landgerichtsrat. Ab April 1932 war Full Oberstaatsanwalt beim Landgericht München II. 1932 oder 1933 wurde er zum Landgerichtsdirektor befördert und als Hilfsrichter an das Reichsgericht abgeordnet. Beim Reichstagsbrandprozess war er als Ergänzungsrichter beteiligt. 1934 oder 1935 wurde Full zum Reichsgerichtsrat ernannt. Full war im IV., II. und im VI. Strafsenat beschäftigt. Er war Mitglied des Ehrengerichtshofs bei der Reichsrechtsanwaltskammer. Im August 1941 wurde er wegen Dienstunfähigkeit in den Ruhestand versetzt.
Nach 1945 wurde er Vorsitzender einer Spruchkammer in München. 1946 erfolgte die Berufung Fulls zum Präsidenten des Kassationshofs in München. Dieser „Kassationshof im Bayerischen Staatsministerium für Sonderaufgaben“ hob letztinstanzlich Entscheidungen der Spruchkammerverfahren auf. Anfangs teilten sich der Generalkläger Thomas Dehler und Full in der Staatskanzlei ein Zimmer.

## Mitgliedschaften
- Seit 1933 im NSRB
- Seit 1934 im NSV und RDB

## Schriften
- Sachlegitimation des Mannes am eingebrachten Gut im gesetzlichen ehelichen Güterstande der Verwaltung und Nutznießung, Diss. Würzburg 1905.
- Die Sachlegitimation des Mannes am Gesamtgute im Güterstande der allgemeinen Gütergemeinschaft des BGB, Archiv für bürgerliches Recht, Band 29 (1906), S. 117.